# Como el mar
Como el mar es una película dramática carretera argentina de 2024 dirigida por Nicolás Gil Lavedra. Está protagonizada por Sofía Gala Castiglione y Zoe Hochbaum. La película se estrenó mundialmente el 8 de febrero de 2024 durante el Festival de Cine Iberoamericano de Miami, mientras que su estreno en las salas de cines de Argentina fue el 28 de marzo de 2024.

## Sinopsis
Cuenta la historia de Paula y Azul, dos hermanas que acaban de perder a su madre Teresa. En el proceso del duelo y los preparativos del funeral, Azul, la hermana adolescente descubre que su hermana mayor Paula es en realidad su madre. A partir de esto, Paula impulsada por la culpa decide acompañar a Azul en un viaje a Uruguay para buscar al padre biológico y reconstruir su identidad.

## Elenco
- Sofía Gala Castiglione como Paula
- Zoe Hochbaum como Azul
- Carmen Maura como Mecha
- Néstor Guzzini como José

## Recepción

### Comentarios de la crítica
La película recibió críticas favorables por parte de la prensa. Jorge Montiel de Clarín elogió las actuaciones de las protagonistas, asegurando que «Sofía Gala Castiglione revalida su carisma en la pantalla y la proverbial capacidad de encarnar a esas criaturas ariscas e incómodas con el entorno. Por su parte, Zoe Hochbaum logra transmitir el enojo y la necesidad de respuesta de la adolescente confundida». Milagros Amondaray de La Nación señaló que «Como el mar podrá tener algunos pormenores intrincados pero, gracias a la dirección intimista de Gil Lavedra y a un guion medido, logra esbozar un relato sensible sobre los cambios abruptos fruto de viejos engaños».
El diario Página 12 consideró que la película está «apoyada en las muy buenas actuaciones de Hochbaum y Gala Castiglione, quien usualmente cumple y dignifica cualquier clase de rol que se le ponga a tiro». Juan Pablo Russo de Escribiendo cine destacó que la película se caracteriza por sus «giros narrativos inesperados y momentos de intensa emotividad» y «trasciende las limitaciones del melodrama convencional».

### Premios y nominaciones
| Lista de premios y nominaciones | Lista de premios y nominaciones                  | Lista de premios y nominaciones | Lista de premios y nominaciones | Lista de premios y nominaciones | Lista de premios y nominaciones |
| Año                             | Organización                                     | Categoría                       | Nominado/a(s)                   | Resultado                       | Ref(s)                          |
| ------------------------------- | ------------------------------------------------ | ------------------------------- | ------------------------------- | ------------------------------- | ------------------------------- |
| 2024                            | Festival de Cine Iberoamericano de Miami         | Panorama latino                 | Como el mar                     | Ganador                         | [ 9 ]                           |
| 2024                            | Festival Internacional de Cine de Punta del Este | Voto del público                | Como el mar                     | Ganador                         | [ 10 ]                          |
| 2024                            | Premios Martín Fierro de Cine y Series           | Mejor actriz de drama           | Sofía Gala Castiglione          | Nominada                        | [ 11 ]                          |
| 2024                            | Premios Martín Fierro de Cine y Series           | Mejor actriz revelación         | Zoe Hochbaum                    | Ganadora                        | [ 11 ]                          |
| 2024                            | Premios Martín Fierro de Cine y Series           | Mejor guion                     | Zoe Hochbaum y Gustavo Gersberg | Nominados                       | [ 11 ]                          |
| 2024                            | Premios Martín Fierro de Cine y Series           | Mejor fotografía                | Germán Nocella                  | Nominado                        | [ 11 ]                          |